# Club Atlético Bembibre
El Club Atlético Bembibre es un club de fútbol de España, de la ciudad de Bembibre en la comarca de El Bierzo (León, comunidad autónoma de Castilla y León). Fue fundado en 1922 y juega en el Grupo VIII de la tercera división de España.
El Atlético Bembibre fue fundado en 1922. Debutó en la tercera división de España en 1966. Ha disputado seis fases de ascenso a la segunda división B, aunque nunca ha logrado ascender a esa categoría.

## Historia
Este club se fundamenta en una larga historia, que se remonta al año 1915, cuando Bembibre cuenta con una población de unos 3600 habitantes, momento en que se constituye el primer club deportivo bajo el nombre de Club Deportivo Bembibrense, según relata César López Flórez, a la sazón presidente de la Gimnástica Bembibrense, en la entrevista que le realiza el 8 de septiembre de 1947 el reportero «Retamares», de Proa, publicada dos días más tarde con el título «Bembibre. Hechos y proyectos de hace un año. Preparativos de Fiesta. Los Deportes», y que se recoge en «Historia del fútbol en Bembibre. Un siglo del Club Deportivo Bembibrense (1915-2015)».
Otras fuentes consideran el año 1922 como la fecha en que oficialmente se funda el Club, como resultado de la unión de los pequeños equipos de fútbol que existían en Bembibre, compuestos por grupos de amigos, creando el Club representativo de la villa, con el primer nombre de Gimnástica Bembibrense y que posteriormente acabaría llamándose Atlético Bembibre.
El 11 de mayo de 2025 baja a Regional, pero esquiva el descenso. 

## Datos del club[7]
- Temporadas en Primera División: 0.
- Temporadas en Segunda División: 0.
- Temporadas en Segunda División B: 0.
- Temporadas en Tercera División: 43 (incluida temporada 2020-21).
- Mejor puesto en la liga: 1.º (tercera división, temporada 1991-92).
- Puesto actual clasificación histórica 3ª división de España: 40
- Participaciones en Copa del Rey: 6 (1981-82, 1982-83, 1984-85, 1990-91, 1992-93 y 1993-94).

## Junta Directiva
Presidencia
- David Otero - Presidente
- José Antonio Rey - Vicepresidente 1.º / Comunicación y RRSS

Otros cargos
- Jesús Santalla - Secretario y tesorero
- Roberto Prieto - Fútbol Base y Vocal
- Basilio González - Vocal
- M. Ángel Marqués - Vocal
- Javier Olano - Otros

## Estadio
El Club Atlético Bembibre disputa sus encuentros en el estadio La Devesa inaugurado en 1999. Tiene una capacidad para 2.750 espectadores. Las dimensiones del terreno de juego son 105 x 70 m.
Dispone de otras instalaciones deportivas en "El Barco"

## Uniforme
- Uniforme titular: Camiseta roja y blanca a rayas verticales, pantalón azul y medias rojas.

- Segunda equipación: Camiseta negra con mangas blancas.

## Palmarés

### Torneos nacionales
- Tercera División (1): 1991/92.

## Peñas
- Peña Socuello (fundada en 2012)

## Temporadas desde el 2000

### Clasificación por temporada
| Temporada | División                      | Puesto | Copa del Rey |
| --------- | ----------------------------- | ------ | ------------ |
| 2000/01   | 3.ª (Grupo VIII)              | 16.º   |              |
| 2001/02   | 3.ª (Grupo VIII)              | 16.º   |              |
| 2002/03   | 3.ª (Grupo VIII)              | 13.º   |              |
| 2003/04   | 3.ª (Grupo VIII)              | 18.º   |              |
| 2004/05   | Regional                      | 1.º    |              |
| 2005/06   | 3.ª (Grupo VIII)              | 5.º    |              |
| 2006/07   | 3.ª (Grupo VIII)              | 8.º    |              |
| 2007/08   | 3.ª (Grupo VIII)              | 5.º    |              |
| 2008/09   | 3.ª (Grupo VIII)              | 6.º    |              |
| 2009/10   | 3.ª (Grupo VIII)              | 7.º    |              |
| 2010/11   | 3.ª (Grupo VIII)              | 11.º   |              |
| 2011/12   | 3.ª (Grupo VIII)              | 5.º    |              |
| 2012/13   | 3.ª (Grupo VIII)              | 8.º    |              |
| 2013/14   | 3.ª (Grupo VIII)              | 12.º   |              |
| 2014/15   | 3.ª (Grupo VIII)              | 5.º    |              |
| 2015/16   | 3.ª (Grupo VIII)              | 8.º    |              |
| 2016/17   | 3.ª (Grupo VIII)              | 10.º   |              |
| 2017/18   | 3.ª (Grupo VIII)              | 13.º   |              |
| 2018/19   | 3.ª (Grupo VIII)              | 14.º   |              |
| 2019/20   | 3.ª (Grupo VIII)              | 20.º   |              |
| 2020/21   | 3.ª (Grupo VIII → Subgrupo A) | ?º     |              |

### Participaciones en Copa del Rey[9]
| Temporada | Ronda                | Rival                        | Local | Visitante | Global |  |
| --------- | -------------------- | ---------------------------- | ----- | --------- | ------ |  |
| 1981-82   | Primera ronda (1/64) | Palencia CF                  | 0-3   | 0-4       | 0-7    |  |
| 1982-83   | Primera ronda (1/64) | Real Valladolid Deportivo    | 1-3   | 1-6       | 2-9    |  |
| 1984-85   | Primera ronda (1/64) | Palencia CF                  | 1-2   | 0-1       | 1-3    |  |
| 1990-91   | Primera ronda        | Cultural y Deportiva Leonesa | 0-0   | 0-1       | 0-1    |  |
| 1992-93   | Primera ronda (1/64) | SD Ponferradina              | 0-0   | 1-3       | 1-3    |  |
| 1993-94   | Primera ronda        | Exento                       |       |           |        |  |
| 1993-94   | Segunda ronda        | SD Ponferradina              | 1-2   | 0-0       | 1-2    |  |